# Die Wanderhure (Film)
Die Wanderhure ist ein Fernsehfilm von Regisseur Hansjörg Thurn aus dem Jahr 2010. Das Drehbuch schrieb Gabriele Kister nach dem gleichnamigen Roman von Iny Lorentz. Die Erstausstrahlung erfolgte am 5. Oktober 2010 in Sat.1 und dem ORF. 2012 folgten die Fortsetzungen Die Rache der Wanderhure und Das Vermächtnis der Wanderhure.

## Handlung
Der Film hält sich im Wesentlichen an die Romanvorlage. Im mittelalterlichen Konstanz am Bodensee in Süddeutschland soll die schöne Marie gegen ihren Willen den unehelichen Sohn des Grafen von Keilburg heiraten. Infolge von Intrigen wird Marie vergewaltigt, eingekerkert, gefoltert und ausgepeitscht. Später wird sie von Wanderhuren aufgenommen und gesundgepflegt. Marie will Rache. Sie verdient ihren Lebensunterhalt durch Prostitution und gerät dabei dank ihrer Schönheit an den einflussreichen Grafen von Arnstein. Mit der Hilfe des Grafen und dessen Frau findet Marie sogar ins Bett des Königs Sigismund, den sie zur Verfolgung ihres Racheplans braucht. Als es zum Aufstand der Prostituierten wegen schlechter Lebens- und Arbeitsbedingungen kommt, gelingt es Marie, ihre Unschuld zu beweisen.

## Hintergrund
Teile des Filmes wurden auf der Burg Rappottenstein im Waldviertel und im Schloss Tratzberg im Jenbach gedreht.
Am 5. Oktober 2010 wurde die Koproduktion von Sat.1 und ORF das erste Mal ausgestrahlt und erreichte 9,75 Millionen Zuschauer in Sat.1 (31,2 Prozent Marktanteil) sowie 0,96 Millionen Zuschauer auf ORF 1 (34 Prozent Marktanteil). Der ehemalige Sat.1-Geschäftsführer Guido Bolten sieht die Verfilmung von Die Wanderhure als Teil des Programms, dem Publikum am Dienstagabend „große TV-Events“ zu bieten.
Schon kurz nach der Ausstrahlung des Films wurde über dessen Fortsetzung spekuliert. Die Dreharbeiten zur Verfilmung des Romans „Die Kastellanin“ begannen am 23. August 2011 unter dem Titel Die Rache der Wanderhure. Der Film wurde am 28. Februar 2012 im Fernsehen ausgestrahlt. Kurze Zeit später, am 13. November 2012, strahlten Sat.1 und ORF1 den dritten und letzten Teil der Wanderhuren-Reihe aus: Das Vermächtnis der Wanderhure.

## Kritik
Rainer Tittelbach von tittelbach.tv urteilte: „Wer anderes als Alexandra Neldel hätte ‚Die Wanderhure‘ spielen können?! Ob unschuldig verliebt oder unschuldig verstoßen, ob im luftigen Sommerkleid oder im schweren Büßer-Gewand – es sind ihre Blicke, ihre Tränen, die natürliche Anmut ihrer Erscheinung, die einem einen reuelosen Ausflug durch das Klischee-Mittelalter ermöglichen. Der Rest fügt sich für den, der mit den Manierismen des Genres umzugehen vermag. Frauenaffine Mittelalter-Mär – bedenkenswerter als manches Event-Movie-Schlachtengetümmel der letzten Jahre.“
Für Den Spiegel schrieb Meredith Haaf: „Filme oder Bücher, die in der Vergangenheit spielen, nennt der Volksmund Historienschinken. Bei der ‘Wanderhure’ muss man aber schon fast von Geschichtspressfleisch sprechen, auch wenn der Film sehr aufwendig produziert ist. […] Und so bleibt auch in der ‘Wanderhure’ alles beim Alten: Die Welt ist Männerland, und auch die goldigste Zuckerschnute macht das Leben als Frau nicht einfacher.“
Jochen Hieber von der Frankfurter Allgemeinen Zeitung wertete: „Ein Tor, wer sich von den Lorentz-Schmökern ein realistisches Bild des Mittelalters erwartet. Auf seine Weise durchaus stringent, folgt der Film dem Roman darin, in alten Kulissen aktuelle Mentalitäten auftreten zu lassen, um das Ganze dann einem irrealen Universalismus menschlichen Fühlens anheimzugeben. […] ‚Die Wanderhure‘, das ‚Film-Event‘ von Sat.1, ist in toto besser als befürchtet und zugleich der Auftakt für einen heißen Historienherbst des Senders“.
Die Wiener Zeitung fasst zusammen: „Einander in inniger Freundschaft verbundene leichte Mädchen bewegen sich durch schlammige Landschaften, lassen böse Männer über sich ergehen – und sich am Ende von der Kirche wieder in den Unschuldszustand versetzen. Wenn es das ist, was Zuschauer sehen wollen, bitteschön.“
Der Kurier verriss das Werk und meinte, „der Film war erschütternd schlecht. Oscar-reif muteten lediglich die Ziegen an, die den Leiterwagen – so, und jetzt trauen wir uns was – der Nutten zogen.“

## Sonstige Veröffentlichungen
Am 8. Oktober 2010 erschien Die Wanderhure auf DVD und am 10. Dezember 2010 auch auf Blu-ray Disc. Beide Datenträger enthalten 30 Minuten Bonusmaterial mit Interviews mit Alexandra Neldel, Götz Otto sowie Iny Lorentz.
In Fortsetzung des Films Die Wanderhure wurde Die Rache der Wanderhure als Fernsehfilm am 28. Februar 2012 ausgestrahlt, ebenfalls mit Alexandra Neldel in der Hauptrolle.

## Auszeichnungen
- Filmpreis Diva in der Kategorie Erfolgreichster Deutscher Fernsehfilm des Jahres 2010
- Nominierung für den Deutschen Fernsehpreis 2011 in der Kategorie Beste Schauspielerin an Alexandra Neldel